# Družina (mesečnik)
Revija Družina, mesečnik za zabavo in pouk, je izhajala od aprila 1929 do decembra 1930 v Gorici.  
V prvem letu izhajanja je izšlo 9 številk, v drugem pa 12. Odgovorni urednik je bil dr. Engelbert Besednjak, tiskala pa jo je Katoliška tiskarna v Gorici. 
Prvi letnik revije je imel rubrike Zanimivo in poučljivo, V nedeljo popoldne, Za hišo in dom ter Pisano polje, od 2. številke dalje so imele v njej posebno mesto tudi uganke, ki jih je urejal Peter Butkovič. V drugem letniku revije so bile tri rubrike: Ognjišče, Pisano polje in Uganke. Poleg literarnih prispevkov so bila v njej poučna besedila, nasveti za dom, vrt, zdravje, vzgojo, poročila o novih knjigah ipd. V skoraj vsaki številki najdemo tudi recepte, šale in uganke. Začetki rubrik so opremljeni z risbami iz družinskega kmečkega življenja, revijo pa dodatno popestrijo slike, skice in fotografije v besedilih predstavljenih znamenitosti. 
Za oba letnika sta izšli kazali, ki prinašata seznam del, ki so bila v tistem letu objavljena v Družini.